# Звяртувек-Колонія
Звяртувек-Колонія (пол. Zwiartówek-Kolonia) — колонія у Польщі, розташоване в Люблінському воєводстві Томашівського повіту, ґміни Рахані.